# Гулак Анатолій Тихонович
Анатолій Тихонович Гулак (15 квітня 1939, с. Красиве, Первомайського району Харківської області, УРСР — 22 березня 2020, Харків, Україна) — мовознавець, доктор філологічних наук, професор кафедри слов'янських мов Харківського національного педагогічного університету імені Г. С. Сковороди.

## Життєпис
У 1956—1961 рр. навчався на філологічному факультеті Харківського державного університету ім. О. М. Горького.
У 1961—1962 працював вчителем російської мови і літератури Софіївської восьмирічної школи № 1 Близнюківського району Харківської області, у 1962—1967 — директором цієї ж школи.
1967—1975 — викладач кафедри російської мови Харківського державного педагогічного інституту імені Г. С. Сковороди (з перервою на службу в армії у 1968—1970).
1975—1978 — старший викладач Ольштинської Вищої Педагогічної Школи (Ольштин, Польща).
У 1979 році захистив у Дніпропетровському державному університеті дисертацію на здобуття наукового ступеня кандидата філологічних наук на тему «Стилістико-мовна організація воєнних оповідань Л. М. Толстого» (російська мова).
1978—1985 — працював на кафедрі російської мови ХДПІ ім. Г. С. Сковороди (викладач, з 1980 — старший викладач, з 1982 — доцент).
1985—1987 — гастдоцент Магдебургської Вищої Педагогічної Школи (Магдебург, Німеччина).
1987—1992 — доцент кафедри російської мови ХДПІ ім. Г. С. Сковороди.
1992—1995 — навчався у докторантурі ХДПІ ім. Г. С. Сковороди.
У 1997 р. захистив у ХДПІ ім. Г. С. Сковороди дисертацію на здобуття ступеня доктора філологічних наук на тему «Стилістика роману Л. М. Толстого „Війна і мир“».
1995—2019 — професор кафедри російської мови (з 2014 року — кафедри слов'янських мов) Харківського національного педагогічного університету імені Г. С. Сковороди.

## Наукова діяльність
Сферою наукових інтересів Гулака були стилістика художньої літератури, теорія художньої мови, поетика.
Автор понад 100 наукових праць, зокрема 5 монографій (одна з них колективна) та 4 навчальних посібників.
З 2007 року — голова спеціалізованої вченої ради у ХНПУ імені Г. С. Сковороди.

## Основні праці
- Гулак, А. Т. Синтаксис современного русского литературного языка. Ольштин, 1977.
- Гулак, А. Т. Стилистический анализ «Севастопольских рассказов» Л. Н. Толстого. Ольштин, 1978.
- Гулак, А. Т. Стилистика романа Л. Н. Толстого «Война и мир». — Харьков: Издательство ХГПИ им. Г. С. Сковороды, 1995 . — 142 с.
- Гулак, А. Т. Стилистика романа А. С. Пушкина «Капитанская дочка». Москва, 1999.
- Гулак, А. Т. О стилистике русской художественной прозы: избранные статьи. — Київ: Українське видавництво, 2007 . — 214 с.
- Гулак, А. Т. Польский язык = Jezyk polski: учебное пособие для педагогических вузов — Київ: Українське видавництво, 2007. — 224 с. : ил.
- Гулак, А. Т. Стилистика русского языка (стилистика ресурсов и стилистика текста): учебное пособие. — Киев: Українське видавництво, 2017. — 163 с.